# Крис Фарли
Крис Фарли (енгл. Chris Farley; Медисон, 15. фебруар 1964 — Чикаго, 18. децембар 1997) је био амерички глумац и комичар.

## Биографија
Био је познат по свом гласном, енергичном комичном стилу и био је члан Другог градског позоришта у Чикагу, а касније и глумац у NBC комичној емисији Уживо суботом увече између 1990. и 1995. године. Касније је наставио филмску каријеру, појављујући се у филмовима попут Коунхедс, Томи бој, Блек шип, Беверли хилс нинџа, Били Мадисон, Прљави посао и Хероји над херојима. Слично свом идолу, Џону Белушију, Фарли је умро од предозирања дрогом 1997. године у 33. години живота.